# Triatlón en los Juegos Europeos de Cracovia 2023
El triatlón en los III Juegos Europeos se realizó en el lago Nowa Huta de Cracovia (Polonia) del 27 de junio al 1 de julio de 2023.
Fueron disputados en este deporte tres pruebas diferentes, masculino individual, femenino individual y relevo mixto.

## Resultados
| Evento                    | Oro                                                                               | Plata                                                                                  | Bronce                                                                           |
| ------------------------- | --------------------------------------------------------------------------------- | -------------------------------------------------------------------------------------- | -------------------------------------------------------------------------------- |
| Masculino (28 de junio)   | Vetle Thorn · Noruega · 1:46:50                                                   | Shajar Saguiv · Israel · 1:46:51                                                       | Adrien Briffod · Suiza · 1:46:52                                                 |
| Femenino (27 de junio)    | Solveig Løvseth · Noruega · 1:57:05                                               | Julia Hauser · Austria · 1:57:15                                                       | Jolien Vermeylen · Bélgica · 1:57:17                                             |
| Relevo mixto (1 de julio) | Noruega · Vetle Thorn · Lotte Miller · Casper Stornes · Solveig Løvseth · 1:07:29 | Reino Unido · Barclay Izzard · Sophie Alden · Connor Bentley · Sian Rainsley · 1:07:33 | Hungría · Gergely Kiss · Zsanett Bragmayer · Gergő Dobi · Márta Kropkó · 1:07:40 |

## Medallero
| Núm. | País        | Oro | Plata | Bronce | Total |
| ---- | ----------- | --- | ----- | ------ | ----- |
| 1    | Noruega     | 3   | 0     | 0      | 3     |
| 2    | Austria     | 0   | 1     | 0      | 1     |
| 2    | Israel      | 0   | 1     | 0      | 1     |
| 2    | Reino Unido | 0   | 1     | 0      | 1     |
| 5    | Bélgica     | 0   | 0     | 1      | 1     |
| 5    | Hungría     | 0   | 0     | 1      | 1     |
| 5    | Suiza       | 0   | 0     | 1      | 1     |
|      | TOTAL       | 3   | 3     | 3      | 9     |